# Veľké Turovce
Veľké Turovce – wieś (obec) na Słowacji położona w kraju nitrzańskim, w powiecie Levice. Pierwsze wzmianki o miejscowości pochodzą z roku 1156. 
Według danych z dnia 31 grudnia 2012, wieś zamieszkiwały 753 osoby, w tym 374 kobiety i 379 mężczyzn.
W 2001 roku pod względem narodowości i przynależności etnicznej 38,14% mieszkańców stanowili Słowacy, a 60,75% Węgrzy.
Ze względu na wyznawaną religię struktura mieszkańców kształtowała się w 2001 roku następująco:
- Katolicy rzymscy – 82,24%
- Grekokatolicy – 0,12%
- Ewangelicy – 11,18%
- Ateiści – 4,1%
- Przedstawiciele innych wyznań – 0,12%
- Nie podano – 1,86%